# Lemsdorfer Weg 12

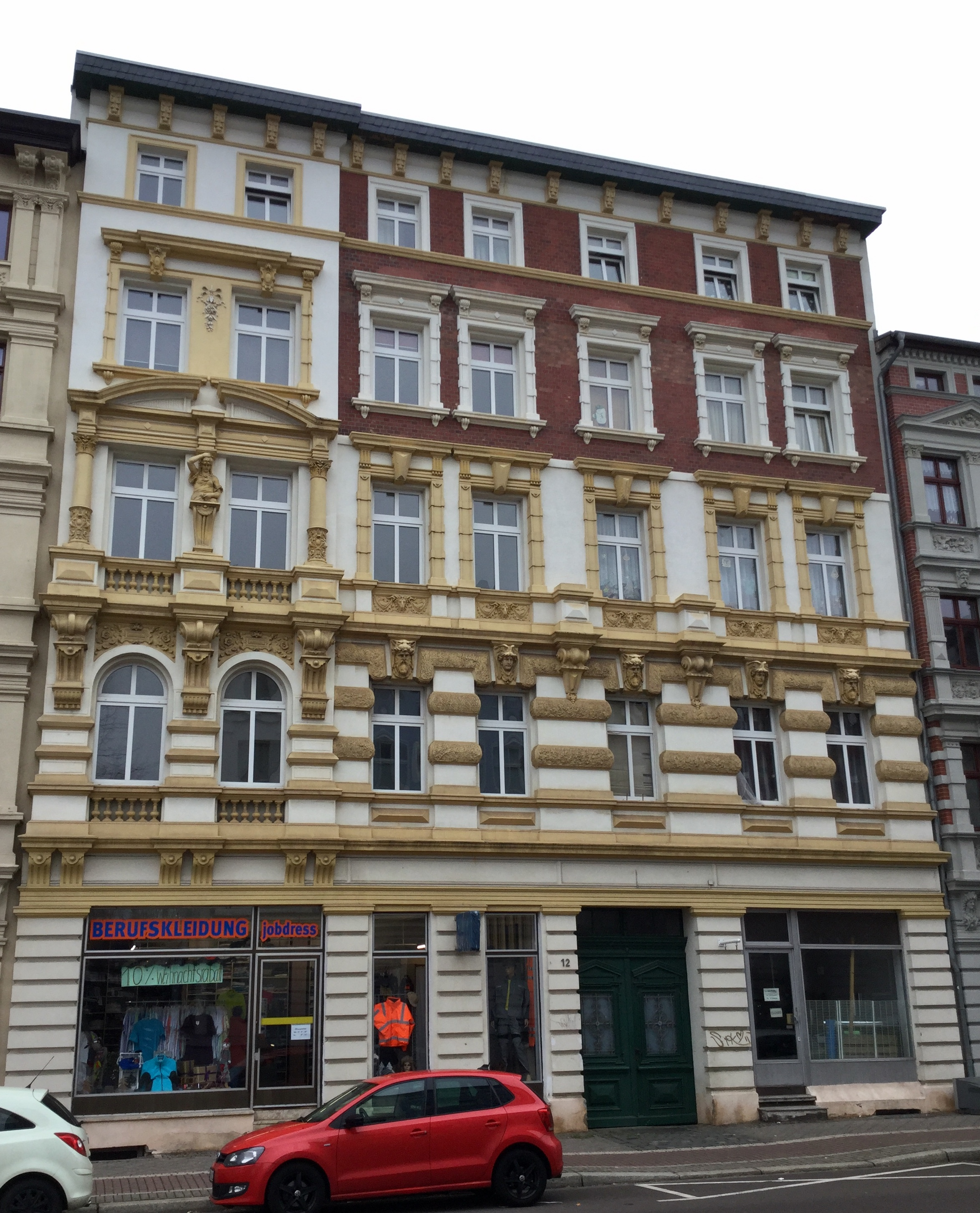
Lemsdorfer Weg 12

Das Haus Lemsdorfer Weg 12 ist ein denkmalgeschütztes Gebäude in Magdeburg in Sachsen-Anhalt.

## Lage
Es befindet sich auf der südlichen Seite des Lemsdorfer Wegs im Magdeburger Stadtteil Sudenburg. Westlich grenzt das gleichfalls denkmalgeschützte Haus Lemsdorfer Weg 8, 10, östlich Lemsdorfer Weg 14 an.

## Architektur und Geschichte
Das Wohn- und Geschäftshaus entstand im Jahr 1887 im Stil des Neobarock. Die Bauausführung erfolgte durch den Bauunternehmer Wilhelm Hoffmann für den Bildhauer Gustav Glasermann. Neben dem traufständig an der Straße stehenden fünfgeschossigem Haus entstanden um einen Hof gruppiert auch zwei Seitenflügel und ein Hinterhaus. Für Glasermann entstanden im Erdgeschoss und ersten Obergeschoss des Hinterhauses eine Werkstatt mit Atelier. Die Fassade des Vorderhauses ist siebenachsig gestaltet, wobei die beiden Achsen an der linken Seite durch eine besonders reiche Verzierung hervorgehoben sind. Diese beiden Achsen sind voll verputzt, während der rechte Teil der Fassade in den oberen beiden Etagen unverputzt blieb. Das Erdgeschoss ist mit Putzbändern gegliedert. Insgesamt ist die Fassade üppig mit plastischen Schmuckelementen verziert.
Im örtlichen Denkmalverzeichnis ist das Wohn- und Geschäftshaus unter der Erfassungsnummer 094 82088 als Baudenkmal verzeichnet.
Das Haus befindet sich innerhalb einer weitgehend original erhaltenen Straßenzeile und gilt als straßenbildprägend. Außerdem wird es als Zeugnis für die Stadterweiterungen der Industrialisierungsphase betrachtet.